# Acanthochitona crinita
Acanthochitona crinita är en blötdjursart som först beskrevs av Thomas Pennant 1777.  Acanthochitona crinita ingår i släktet Acanthochitona och familjen Acanthochitonidae. Arten är reproducerande i Sverige. Inga underarter finns listade i Catalogue of Life.